# Unione Capoverdiana Indipendente e Democratica
L'Unione Capoverdiana Indipendente e Democratica (in portoghese União Caboverdiana Independente e Democrática; in creolo capoverdiano União Kabuverdiana Indipindente e Demòkratika) è un partito politico capoverdiano di orientamento conservatore e liberale fondato nel 1977.

## Risultati elettorali
| Elezione          | Voti   | %    | Seggi  |
| ----------------- | ------ | ---- | ------ |
| Parlamentari 1995 | 2 369  | 1,56 | 0 / 72 |
| Parlamentari 2001 |        |      | 0 / 72 |
| Parlamentari 2006 | 4 495  | 2,64 | 2 / 72 |
| Parlamentari 2011 | 9 842  | 4,39 | 2 / 72 |
| Parlamentari 2016 | 15 488 | 6,87 | 3 / 72 |